# How Many More Times
How Many More Times är en sång från 1969 av Led Zeppelin på musikalbumet Led Zeppelin. Robert Plant är textförfattare men fick inte stå med på skivan på grund av att han inte fick bryta ett avtal med ett annat skivbolag. På skivan står det att låten är 3.30 minuter lång fast den är 8.28. Det beror på att gruppen ville att låten skulle spelas på radio och en 8.28 minuter lång låt avstod radiokanalerna att spela.